# پالاوا پروتتستد لاندستساپه ارا
پالاوا پروتتستد لاندستساپه ارا (به چکی: Pálava Protected Landscape Area) یک منطقهٔ مسکونی در جمهوری چک است که در ناحیه برتسلاو واقع شده‌است.